# Van, Vansbro och Mora
Van är en sjö i Mora kommun och Vansbro kommun i Dalarna och ingår i Dalälvens huvudavrinningsområde. Sjön har en area på 4,12 kvadratkilometer och ligger 245,9 meter över havet. Sjön avvattnas av vattendraget Vanån.
Van är 10 km lång och högst 1 km bred. Den är belägen i kuperad terräng och omgiven av barrskog. Endast ett fåtal hus finns i omgivningarna. Längs sjöns östra sida finns en nedlagd del av Inlandsbanan, som används för dressincykling. Där går också riksväg 26, och en rastplats med vidsträckt utsikt finns på gränsen mellan Vansbro och Mora. Ett par gravfält finns vid stränderna, och en badplats i Brintbodarna vid sjöns norra ände.

## Delavrinningsområde
Van ingår i delavrinningsområde (672565-140895) som SMHI kallar för Utloppet av Van. Medelhöjden är 331 meter över havet och ytan är 40,69 kvadratkilometer. Räknas de 197 avrinningsområdena uppströms in blir den ackumulerade arean 2 225,03 kvadratkilometer. Vanån som avvattnar avrinningsområdet har biflödesordning 3, vilket innebär att vattnet flödar genom totalt 3 vattendrag innan det når havet efter 334 kilometer. Avrinningsområdet består mestadels av skog (74 procent). Avrinningsområdet har 4,12 kvadratkilometer vattenytor vilket ger det en sjöprocent på 10,1 procent.